# Frankfurt (Main) Ostendstraße
Frankfurt (Main) Ostendstraße (niem: Bahnhof Frankfurt (Main) Ostendstraße) – przystanek kolejowy we Frankfurcie nad Menem, w kraju związkowym Hesja, w Niemczech. Znajduje się w Tunelu średnicowym, w dzielnicy Ostend. Jest obsługiwany przez pociągi S-Bahn Stacja posiada kategorię 3 oraz została otwarta w 1990. Składa się z jednego peronu wyspowego i po jednym torze po boku.